# Blokád (film, 2022)
A Blokád 2022-ben bemutatott magyar életrajzi film Tősér Ádám rendezésében, Vidnyánszky Attila és Seress Zoltán főszereplésével. 2022-ben ezt a filmet jelölte Magyarország Oscar-díjra.

## Cselekmény
A film az 1990-es taxisblokád négy napjának krónikája keretében, a kulisszák mögötti küzdelmekbe, alkukba és a válságot kezelő, a demokráciáért küzdő Antall József miniszterelnök magánéletébe is enged bepillantást.
A filmben a fikció és a valóság keveredik. Forgatókönyvéhez felhasználták Kónya Imre (abban az időben az MDF elnökségi tagja) két könyvét is: Antall József közelről (2019), A rendszerváltozás belülről – Személyes történelem (2022).

## Szereplők
| Szerep                       | Színész                 |
| ---------------------------- | ----------------------- |
| Antall József                | Seress Zoltán           |
| Fiatal Antall József         | Vidnyánszky Attila      |
| Göncz Árpád                  | Gáspár Tibor            |
| Fiatal Göncz Árpád           | Sütő András             |
| Antall Józsefné Fülepp Klára | Tóth Ildikó             |
| Fiatal Fülepp Klára          | Márkus Luca             |
| Somlai László                | Végh Zsolt              |
| Helmut Kohl                  | László I. Kish          |
| ÁVH-s                        | Kosynus Tamás           |
| TV stábtag                   | Méhész György           |
| Hankiss Elemér               | Takátsy Péter           |
| Kónya Imre                   | Csőre Gábor             |
| Mihail Gorbacsov             | Varga József            |
| Boross Péter                 | Gados Béla              |
| Siklós Csaba                 | Őze Áron                |
| Horváth Balázs               | Görög László            |
| id. Antall József            | Téri Sándor             |
| Kovács Béla                  | Domokos László          |
| Rabár Ferenc                 | Rancsó Dezső            |
| Bod Péter Ákos               | Haumann Máté            |
| Szabó Tamás                  | Ruszina Szabolcs        |
| Barna Sándor                 | Kozma Károly            |
| Palotás János                | Fandl Ferenc            |
| Munkavállalói szóvivő        | Géczi Zoltán            |
| Ellenzéki szónok             | Kroó Ádám               |
| Taxis szóvivő                | Kádas József            |
| Taxis Karcsi                 | Kovács Krisztián        |
| Antall Péter                 | Szacsvai István         |
| Antall György                | Krasznai Vilmos         |
| Dr. Schultheisz Emil, orvos  | Szacsvay László         |
| Ávós hadnagy                 | Katona László           |
| Ávós százados                | Irsai Farkas László     |
| Marica, nővér                | Sipos Vera              |
| 56-os tüntető                | Márfi Márk              |
| Yvette, stewardess           | Waskovics Andrea        |
| Igazgató                     | Kertész Péter           |
| Igazgatóhelyettes            | Szatmári György         |
| Orosztanárnő                 | Haumann Petra           |
| Tanárnő                      | Márton Eszter           |
| Tanárnő                      | Éry-Kovács Zsanna       |
| Tanár                        | Czakó Ádám              |
| Taxis Janó                   | Karácsonyi Zoltán       |
| Taxis                        | Banóczi Zoltán          |
| Taxis                        | Vincze Márton           |
| Taxis                        | Bolla Róbert            |
| Taxis                        | Szabó Zola              |
| Taxis                        | Jámbor József           |
| Taxis                        | Matus Gábor             |
| Radikális taxis              | Sváb-Kovács Szilveszter |
| Vidéki taxis                 | Turi Bálint             |
| Vidéki apuk                  | Fehérvári Péter         |
| Vidéki sofőr                 | Polgár Péter            |
| Vidéki fiatalember           | Pálóczi Bence           |
| Szülő nő                     | Erdély Anna             |
| Somlai László (ifjú)         | Ambrus Attila           |
| Liebmann Katalin             | Katona Kinga            |
| Szerb kamionos               | Vicei Zsolt             |
| Altatóorvos                  | Bajor Lili              |
| Idős nő                      | Bessenyei Emma          |
| Munkába igyekvő férfi        | Merán Bálint            |

## Érdekességek
- Antall József októberi washingtoni látogatásáról Mihail Gorbacsov egy december 19-i Udmurtszkaja Pravdát olvas.

## Nézettség, bevétel
A nézettségi adatok szerint az első hétvégén 13 223 jegyet adtak el rá, és ezzel az eredménnyel mintegy 22,7 millió forint bevételt termelt a jegypénztáraknál. A film 1,5 milliárd forint, kiemelten magas állami támogatást kapott az elkészítéséhez.
A bemutató óta összesen 63 795 jegyet adtak el rá, amely 107,1 millió forint bevételt jelent a jegypénztáraknál.

## Díjai
- Magyar Mozgókép Díj 2023
  - Legjobb játékfilm
  - Legjobb forgatókönyvíró – Köbli Norbert
  - Legjobb férfi főzereplő – Seress Zoltán
  - Legjobb női mellékszereplő – Tóth Ildikó
  - Legjobb vágó – Makk Lili
  - Legjobb operatőr – Nagy András
  - Legjobb maszk – Görgényi Réka